# Launceston Elliot
Pour les articles homonymes, voir Elliott.
Launceston Elliot, né le 9 juin 1874 et mort le 8 août 1930, a été un haltérophile écossais, également lutteur, gymnaste et athlète, champion olympique lors des Jeux olympiques d'été de 1896 à Athènes.

## Biographie
Launceston Elliot est né en Inde. Sa famille appartient à l'aristocratie écossaise avec  à sa tête, Gilbert Elliot-Murray-Kynynmound, 4e comte de Minto qui fut le huitième gouverneur général du Canada, de 1898 à 1904. Launceston Elliott est le petit-fils de Charles Elliot, gouverneur de Sainte-Hélène, et son père est magistrat à l'Indian Civil Service.
En 1887, le père de Launceston Elliot quitte sa fonction en Inde pour rejoindre sa famille en Angleterre où il se consacre à l'agriculture dans l'Essex. Launceston, seulement âgé de treize ans, jeune homme bien bâti, qui découvre l'Angleterre, tombe sous l'influence du grand Eugen Sandow et il se consacre alors au culturisme. En janvier 1891, à seulement seize ans, il fait une remarquable prestation à ce qui est maintenant connu comme le premier championnat de Grande-Bretagne au Cafe Monico à Piccadilly à Londres. Trois ans plus tard il remporte le championnat au Royal Aquarium à Westminster.
Encouragé par ses premiers succès, le jeune homme de vingt-et-un ans concourt aux Jeux olympiques d'été de 1896 à Athènes.
La première épreuve d'haltérophilie est le poids lourd - à deux bras, dans un style à ce jour connu comme l'épaulé-jeté. Launceston Elliot et Viggo Jensen du Danemark terminent la compétition à égalité avec 110 kilogrammes. Aucun poids supplémentaire n'est disponible sur le plateau. Les juges décident pour départager les deux concurrents que Jensen a réalisé la performance avec plus d'aisance qu'Elliot. La délégation britannique proteste, et des essais supplémentaires sont accordés pour les départager. Rien ne change, Jensen est premier, mais il a endommagé son épaule lors des nouvelles tentatives auxquelles le public n'assiste pas : convaincu comme les juges que Jensen mérite sa victoire, il quitte le site avant les palabres britanniques au cours desquels Elliot alla contester la technique de Jensen. Sans résultat sur les juges.
La blessure gêne Jensen pour le poids lourd - à un bras. Il est seulement capable de soulever 57,2 kilogrammes contre 71,0 kilogrammes pour Launceston Elliot, Launceston Elliot remporte cette épreuve et devient le premier champion olympique britannique.
Launceston Elliot a également participé à l'épreuve du 100 mètres en athlétisme. Il termine troisième de sa série et il ne se qualifie pas pour la finale. En lutte gréco-romaine, bien que plus lourd que son adversaire Carl Schuhmann, Launceston Elliot perd au premier tour contre le futur champion olympique. 
En gymnastique, il participe à l'épreuve de corde lisse, terminant à la cinquième et dernière place. 
Les Jeux olympiques de 1896 lui apportent succès et gloire. 
Par la suite, il bat quatre records au championnat amateur 1899. Il participe également aux Jeux olympiques d'été de 1900 au lancer du disque, terminant onzième (il n'y a pas de compétition d'haltérophilie). En 1905 il devient professionnel. 
À sa retraite sportive, Elliott se consacre au fermage en Angleterre avant de rejoindre Melbourne en 1923. Il décède d'un cancer le 8 août 1930.

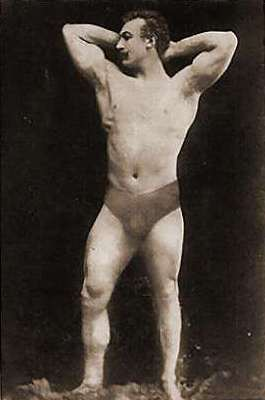
Launceston Elliot sur une carte postale en 1910

## Palmarès
| Date | Compétition           | Lieu    | Résultat           | Épreuve                   | Performance                |
| ---- | --------------------- | ------- | ------------------ | ------------------------- | -------------------------- |
| 1896 | Jeux olympiques d'été | Athènes | Éliminé en série   | 100 m                     | Inconnue                   |
| 1896 | Jeux olympiques d'été | Athènes | Non-partant        | 400 m                     | DNS                        |
| 1896 | Jeux olympiques d'été | Athènes | 5e                 | Corde lisse               | Inconnue                   |
| 1896 | Jeux olympiques d'été | Athènes | 1er                | Haltérophilie - un bras   | 71.0 kg                    |
| 1896 | Jeux olympiques d'été | Athènes | 2e                 | Haltérophilie - deux bras | 111.5 kg                   |
| 1896 | Jeux olympiques d'été | Athènes | Quart-de-finaliste | Lutte gréco-romaine       | Éliminé par Carl Schuhmann |
| 1900 | Jeux olympiques d'été | Paris   | 11e                | Lancer du disque          | 31.00 m                    |